# Грабовац (Звечан)
Грабовац (алб. Graboc) је насеље у општини Звечан на Косову и Метохији. Атар насеља се налази на територији катастарске општине Грабовац површине 260 ha, по општинској процени 235 ha. Село има четвороразредну школу у оквиру основне школе Вук Караџић из Звечана.
Захваљујући магистралном путу који пролази кроз село добро је повезано са Звечаном и другим местима. За село је значајно и што у близина протиче река Ибар. Село је повезано на градски водовод, а делови имају сеоске водоводе. Већина домаћинстава има фиксне телефоне. У селу постоји остаци срушене Цркве посвећене Светом цару Константину. У току је изградња цркве посвћене Св. Луки поред црквине.

## Географија
Село Грабовац се налази на магистралном путу Косовска Митровица-Краљево, на 5 km од Косовске Митровице и 2 km северно од Звечана. Кроз Грабовац протиче река Ибар, док се са друге стране ослања на брдо (иза којег лежи манастир Соколица из 14. века) испод врха који се зове Госпођин врх, а познат је и као Љуљашка. Брдо које се налази изнад села назива се Госпођин врх, управо због манастира Соколица, који је посвећен пресветој Богородици. Мештани то брдо још и називају Љуљашка, због стена на самом врху, које се и при најмањем ветру љуљају. Већина кућа је подигнута дуж магистаралног пута. Грабовац је подељен на три мале: Савић мала(у средини), Катић мала (према Краљеву) и „под крај“ или Морачани (према Косовској Митровици). Сеоска слава је свети цар Константин и царица Јелена. Најчешћа слава међу Грабовачким породицама је Свети Лука.

### Рељеф
Госпођин врх је палеовулканска купа надморске висине 860 m. Издиже се изнад Грабовца, са десне стране Ибра. Палеовулканска купа удаљена је 3 km североисточно од Звечана. Релативна висина овог купастог узвишења је око 300 m, док је у основи широко око 700 m. Карактеришу га симетричне, али стрме стране које падају под углом већим од 45°. Госпођин врх је изграђен од великих, назупчених блокова стена кварцлатитског састава, а око узвишења има пирокластичног материјала. Садашњи његов облик резултат је вишегодишњих ерозивних процеса, у првом реду денудације и разоравања.
Госпођин врх заједно са врховима Соколицом 914 m, Мајданом 1259 m, Козијим рогом 1063 m, Црним врхом 1380 m, Црнушом 1009 m, Скочанском чуком 1052 m и Звечаном 797 m припада вулканској зони околине Трепче. Старост кварцлатитских стена од којих је изграђен Госпођин врх је 25-30 милиона година.

## Фауна
По присуству грабљивица из птичијег света Грабовачки и Рударачки крш се међу најпознатијим локалитетима ових ретких врста на нашем подручју. Овде се, још увек гнезде: орао, јастреб, мишар и сиви соко. Опстанку ових ретких грабљивица допринеле су неприступачне литице ова два крша, који су у летњим месецима честа "мета" заљубљеника врлети природе. Путнике намернике који одлазе у манастир Соколицу скоро свакодневно, са "прописне" висине готово редовно "прати" неки орао или јастреб.

## Историја
Под називом Грабовац не спомиње се у Светостефанској повељи краља Милутина из 1313. године, већ као Бано Поље. И данас се плодна равница поред реке Ибар назива „ Бано поље“. Као Бано или Бање Поље се спомиње у свим турским пописима од 1455., а послдњи пут 1711. у попису босанскх спахија.. На основу тога се може закључити да је и након сеобе 1690. у селу остало старо становништво, које се највероатније одселило током друге сеобе 1738. након чега је село запустело. Крајем 18. века га засељава ново становништво.

## Порекло становништва по родовима
- Савићи (Милетићи, Живковићи, Радосављевићи, Раденковићи, Михајловићи). Један род са Савићима су Јевтићи, Ристићи и Миљковићи. Оснивачи су Грабовца. Населили се крајем 18. века са Бајгоре, а ту вероватно дошли средином 18. века из Калудре у И. Колашину. Из Бајгоре су се одселили под притиском Шаљана. У Велика Калудру се доселили почетком 18. века из околине Мојковца. Пореклом су Тарски Никшићи.[4] Славе Лучиндан.
- Катићи (Милутиновићи, Јокићи, Миловићи). Дошли убрзо након Савића из Сигавца-Војмислића. Далеки рођаци Савића. Слава Лучиндан. Имају одсељене у Тврђан и Родељ код Лепосавића.
- Брђани (Недељковићи, Милентијевићи, Ракићи).[5]] Дошли након 1878. из Житковца, а у Житковац из Влахиње. Родоначелник им се звао Максим. Славе Св. Враче.
- Морачани (Милићевићи и Јевремовићи). Дошли крајем 19. века из Рудара, а у Рударе из Борчана. Славе Аранђеловдан.
- Милосављевићи, ушли у Катиће. Довео их ага из Жеровнице. Славе славу Катића, али и очинску Спасовдан.
- Вуксановићи, дошли из Бољетина након другог светског рата. Славе Илиндан.
- Христов, Бугари. Доселили се после другог светског pата из околине Димитровграда. Славе Никољдан.
- Ђокићи, досељени из Житковца.
- Радовановићи, из Липовице.[6]

## Демографија
Према проценама из 2009. године које су коришћене за попис на Косову 2011. године, ово насеље је имало 545 становника, већина Срби.
| Година       | 1948 | 1953 | 1961 | 1971 | 1981 | 1991 | 2011 |
| ------------ | ---- | ---- | ---- | ---- | ---- | ---- | ---- |
| Становништво | 400  | 445  | 525  | 528  | 542  | 561  | 545  |

|  |